# Burlesco

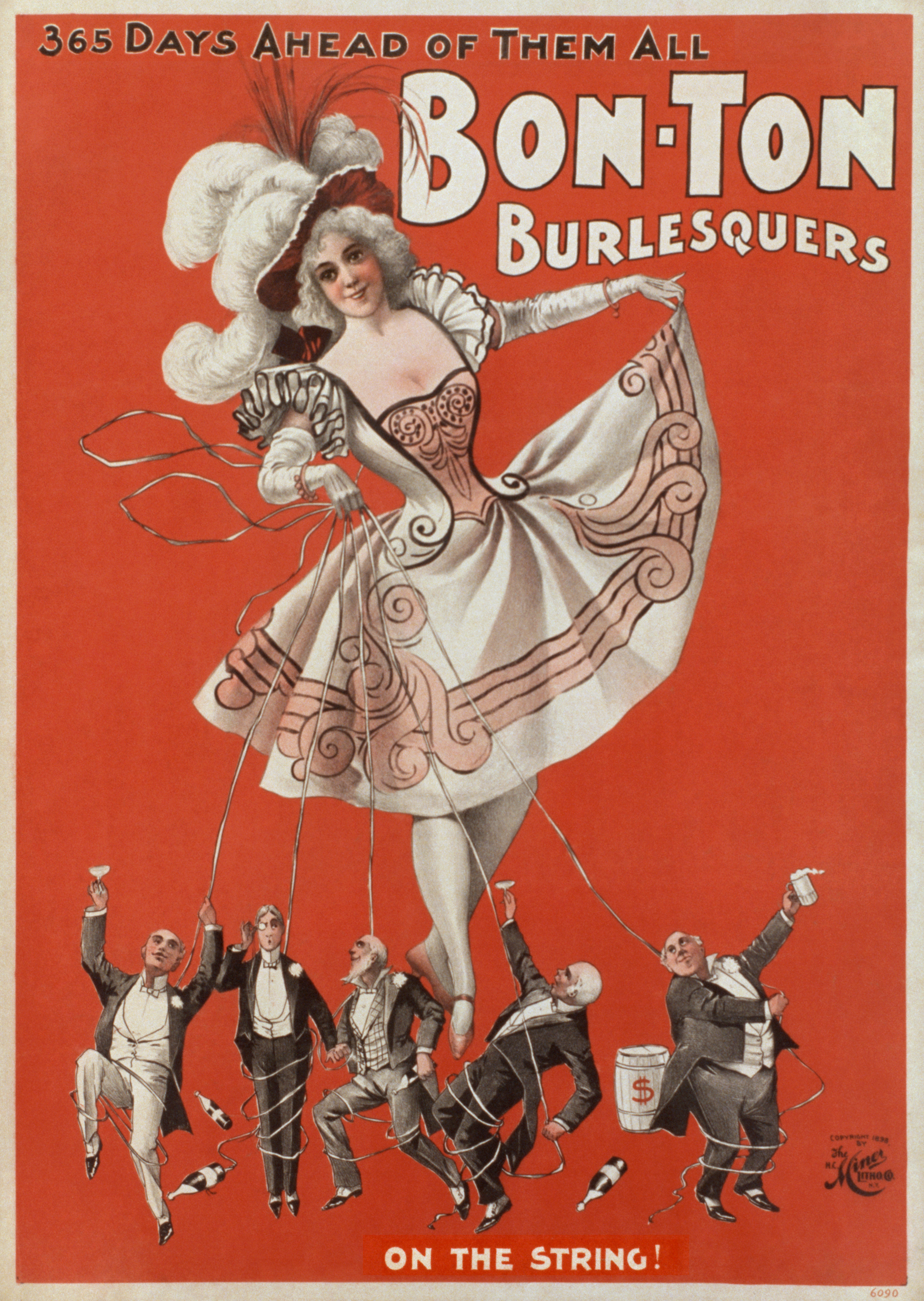
Cartaz de 1898 de um espetáculo burlesco americano.

Burlesco é um trabalho literário, dramático ou musical com o intuito de causar riso ao caricaturar a maneira ou o espírito de trabalhos sérios ou por tratamento grotesco de seus assuntos. A palavra é de origem italiana, que por sua vez deriva da palavra burla, que significa "piada", "ridículo" ou "zombaria".[carece de fontes?]
O burlesco reúne vários elementos, como caricatura, paródia, sátira e travessura, e, em sentido teatral, estilo extravaganza, como apresentado na Era Vitoriana. O termo "burlesco" também é utilizado em peças teatrais e de literatura, como nas obras The Rape of the Lock, por Alexander Pope, e Hudibras, por Samuel Butler.  Como exemplo de obras musicais de inspiração burlesca está uma orquestra por Richard Strauss de 1890 chamada Burleske.  Exemplos de burlesco teatral incluem Robert the Devil, por W. S. Gilbert, e Ruy Blas and the Blasé Roué, por A. C. Torr e Herbert F. Clark (com música de Meyer Lutz).
Um uso tardio do termo, principalmente nos Estados Unidos, se refere a arte burlesca como um formato de show de variedades. Foi popularizado entre as décadas de 1860 e 1940, normalmente em clubes e cabarés, e também em teatros, mostrando, principalmente, comédia erótica e striptease.  Alguns filmes de Hollywood tentaram recriar o espirito destas performances, principalmente entre as décadas de 1930 e 1960, ou incluindo cenas estilo burlesco em filmes dramáticos, como no longa Cabaret de 1972 e All That Jazz de 1979, entre outros. Houve um crescente novo interesse neste formato de entretenimento a partir da década de 1990.